# Windleistungsvorhersage

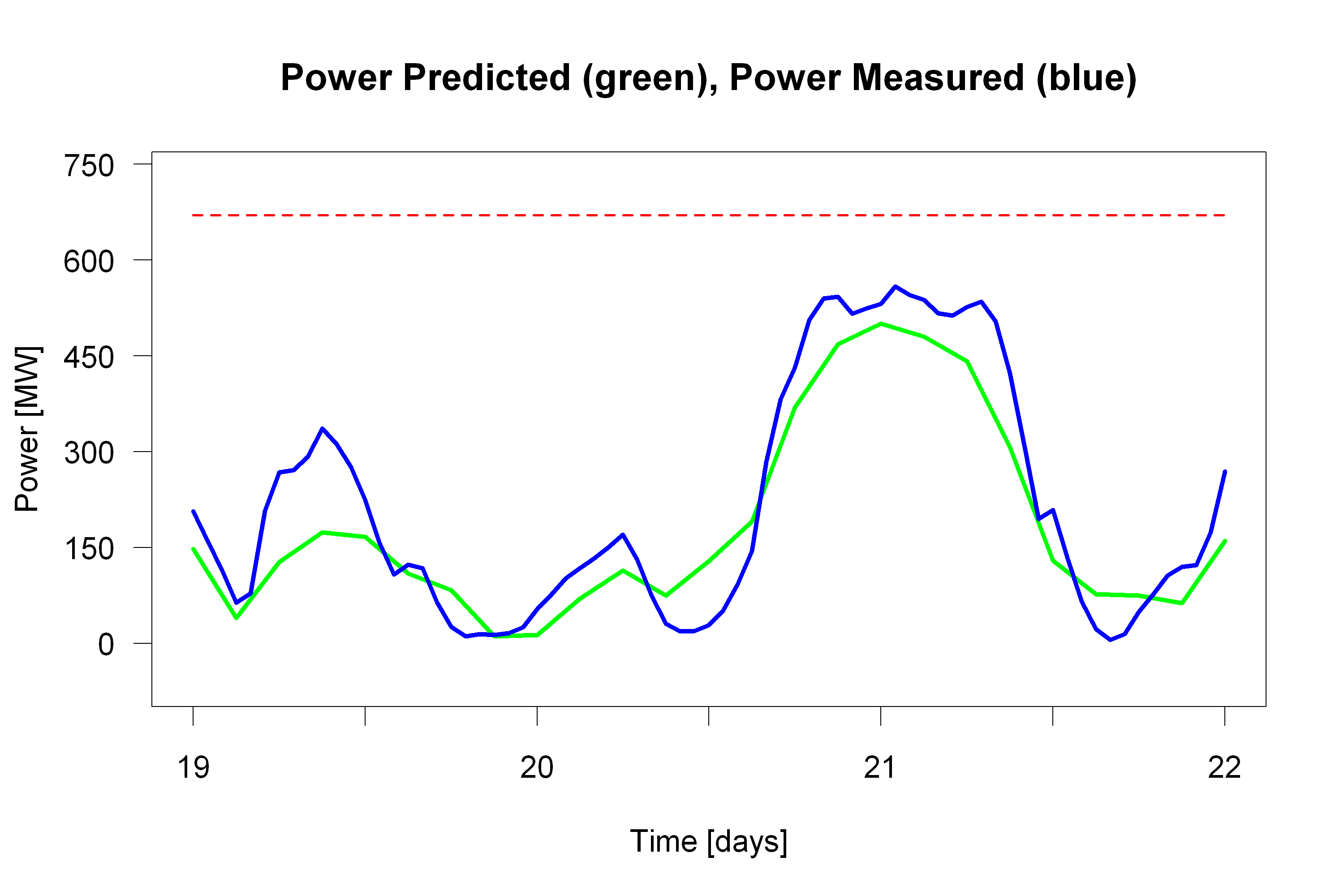
Typische Windleistungsvorhersage

Ziel einer Windleistungsvorhersage ist die Vorhersage der Leistungsbereitstellung einer einzelnen Windkraftanlage, eines Windparks oder (häufigster Fall) mehrerer Windparks in einer Region. Die Leistungsvorhersagen werden dabei im Allgemeinen für einen Zeitbereich von einigen Minuten bis hin zu etwa 10 Tagen berechnet. Im Unterschied zu einer Wettervorhersage sagt die Windleistungsvorhersage die erwartete Leistung in kW oder Energie in kWh und nicht die Windgeschwindigkeit in m/s vorher.
Für Deutschland ist besonders die erwartete deutschlandweite oder regelzonenweite Einspeisung aus Windenergie von Bedeutung.
Solche Vorhersagen werden für den Energiehandel und das Energiemanagement verwendet. Für diese Zwecke werden sowohl Kurzfristvorhersagen, d. h. Vorhersagezeiträume von einigen Minuten bis zu ca. 48 Stunden als auch Mittelfristvorhersagen, deren Vorhersagezeiträume bis zu acht Tagen betragen können, benötigt.
Die deutschlandweite Windeinspeisung bestimmt maßgeblich die Preise an den Strommärkten und bestimmt somit nicht nur die Einsatzplanung (z. B. Wartung) der Windparks selbst, sondern auch den marktoptimalen Einsatz der konventionellen Kraftwerke.

## Vorhersagemodelle
Zur Vorhersage der erwarteten Leistung eines Windparks haben sich zwei verschiedene Ansätze herausgebildet; man unterscheidet zwischen physikalischen und statistischen Modellen. In vielen Vorhersagesystemen werden Methoden aus beiden Ansätzen verwendet.

### Eingangsgrößen
Die wichtigste Eingangsgröße von Windleistungsvorhersagemodellen ist eine Vorhersage der lokalen Windgeschwindigkeit. Solche Vorhersagen können automatisiert von Wetterdiensten bezogen werden, allerdings meist nicht genau für den Ort des Windparks und die Höhe der Anlage. Die Wetterdienste liefern Vorhersagen für Punkte auf einem großräumigen Gitternetz, das eine bestimmte Region (manchmal auch die ganze Erde) abdeckt und eine Maschenweite zwischen ca. 15 und 50 Kilometern hat (siehe Numerische Wettervorhersage). Windgeschwindigkeiten werden durch die Wetterdienste in der Regel für Höhen von 10 und 100 Metern vorhergesagt. Darüber hinaus verwenden manche Modelle auch die von dem Windpark in den letzten Stunden tatsächlich bereitgestellte Leistung sowie Informationen über den Windpark selbst (Anzahl, Typ und Anordnung der Windkraftanlagen sowie die Oberflächenbeschaffenheit der Umgebung).

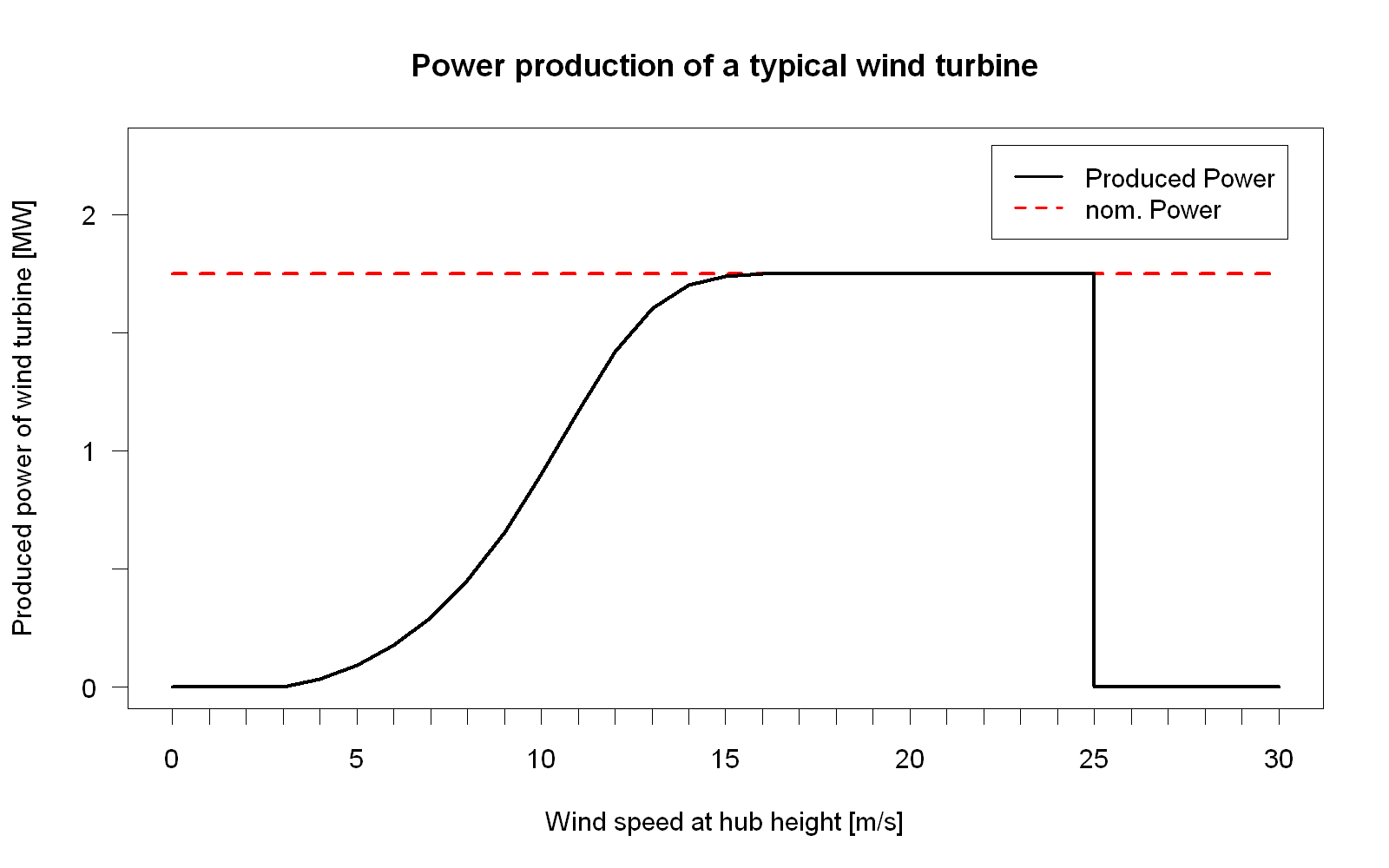
Kennlinie einer Windkraftanlage

### Physikalische Modelle
Ein physikalisches Modell interpoliert zunächst aus den verfügbaren numerischen Wettervorhersagedaten für einen bestimmten Zeitpunkt eine Windvorhersage für den genauen Standort des Windparks. Da die Windgeschwindigkeit in diesem Bereich der Atmosphäre mit der Höhe zunimmt, wird diese Windgeschwindigkeit dann auf die Nabenhöhe der Anlage extrapoliert. Hierbei gehen unter anderem noch Faktoren wie die Schichtung der Atmosphäre und die Geländerauigkeit der Umgebung in die Vorhersage mit ein. Mit Hilfe der so ermittelten erwarteten Windgeschwindigkeit auf Nabenhöhe und einer spezifischen Kennlinie der jeweiligen Windkraftanlage wird dann die voraussichtliche Leistung für diesen bestimmten Zeitpunkt berechnet. Zusätzlich wird eine solche Vorhersage meistens mit der derzeit tatsächlich erzeugten Leistung abgeglichen, um kurzzeitige Änderungen besser vorhersagen zu können.

### Statistische Modelle
Statistische Ansätze verwenden hingegen keine Anlagenkennlinien oder Details der atmosphärischen Prozesse. Sie berechnen aus den vorhandenen Wind- und Wettervorhersagen direkt die Leistung, die bei einer bestimmten Wetterlage erwartet wird. Hierbei dient die 'Vorhersagegeschichte' als Informationsquelle, was bedeutet, dass solche Modelle zu Beginn mit historischen Daten trainiert werden müssen.

### Zuverlässigkeit
Zur Bestimmung der Genauigkeit von Windleistungsvorhersagen wird nachträglich die Differenz zwischen der vorhergesagten und der tatsächlich gemessenen Leistung berechnet (z. B. als Mean Average Error oder Standardabweichung). Oft wird die Qualität einer Vorhersage auch am sogenannten 'Persistence'-Modell gemessen, ein triviales Modell, das immer die gerade abgegebene Leistung für die Zukunft vorhersagt. Schlechter als diese 'Pseudo-Vorhersage' sollte ein Vorhersagemodell keinesfalls sein. Die Zuverlässigkeit von Vorhersagen kann außerdem durch statistisch ermittelte Leistungswerte angegeben werden, die mit einer bestimmten Wahrscheinlichkeit nicht unter- oder überschritten werden.

## Anwendungen
Eine hohe Genauigkeit der Windleistungsprognose hilft den Elektrizitätsversorgern und Übertragungsnetzbetreibern, die bereitgestellte Leistung der Windkraftanlagen sowie der anderen Kraftwerke (in Spitzen-, Mittel- und Grundlast) im Gleichgewicht zum Verbrauch zu halten. Die Genauigkeit der Vorhersage für ganz Deutschland beträgt für den Zeitraum einer 24h–48h-Vorhersage ca. 95 Prozent (normierte Standardabweichung ca. 5 %). Ein hoher Wert ist wichtig, weil somit Regelenergie und damit Kosten eingespart werden können.
Weitere Anwendungen der Windleistungsvorhersage finden sich in der Einsatzplanung von Wartungspersonal für Windparks, im Stromhandel und allgemein im Energiehandel.